# Esther Hart
Esther Katinka Hartkamp, més coneguda pel seu nom artístic Esther Hart, (Epe, 3 de juny de 1970) és una cantant neerlandesa. Va representar els Països Baixos al Festival de la Cançó d'Eurovisió 2003 amb la cançó One More Night. Va acabar en tretzè lloc i va guanyar l'Artistic Award que va ser introduït aquell any i atorgat per participants d'anys anteriors.